# Hedersleben
Hedersleben este o comună din landul Saxonia-Anhalt, Germania.